# D. H. Peligro

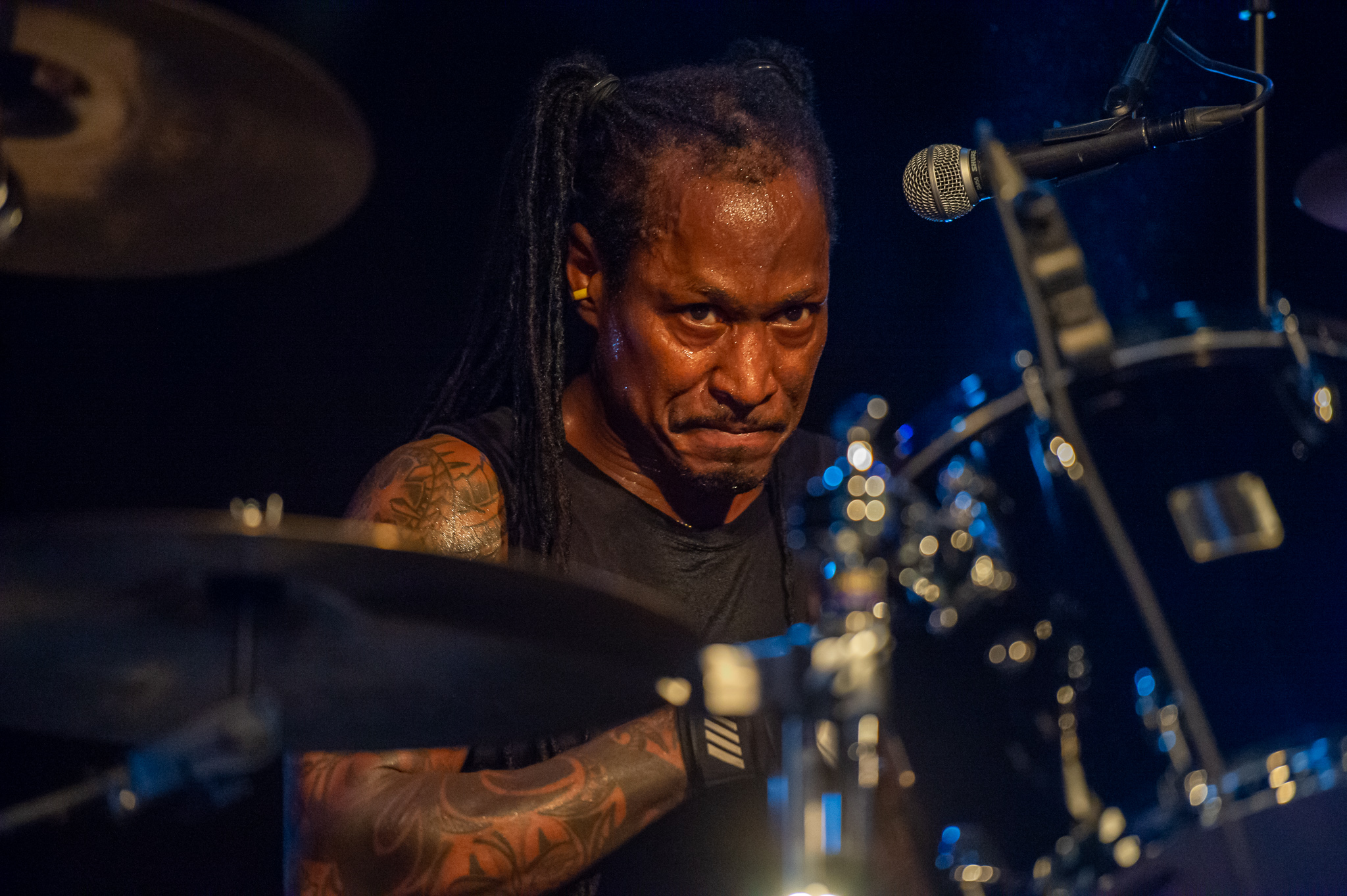
D. H. Peligro (2019)

Darren Henley (* 9. Juli 1959 in St. Louis, Missouri; † 28. Oktober 2022 in Los Angeles, Kalifornien), besser bekannt unter seinem Künstlernamen D. H. Peligro, war ein US-amerikanischer Punkrock-Musiker.

## Leben und Wirken
Peligro wurde als Schlagzeuger der Dead Kennedys bekannt. Er löste 1981 Bruce Schlesinger ab und spielte – beginnend mit der EP In God We Trust, Inc. – auf allen Alben der Band bis zu ihrer Auflösung 1986. Er beteiligte sich auch an dem Rechtsstreit zwischen Jello Biafra und den ehemaligen Mitgliedern der Dead Kennedys und sagte gegen Biafra aus. Seit 2002 war er Teil der Dead Kennedys Reunion ohne Biafra mit wechselnden Sängern.
1983 nahm Peligro mit The Feederz das Album Ever Feel Like Killing Your Boss? auf, das über Flaming Banker erschien.
1986 spielte er Gitarre bei den Jungle Studs, die ein Album auf Alternative Tentacles herausbrachten.
Als sich die Red Hot Chili Peppers nach Hillel Slovaks Tod dazu entschieden, die Band fortzuführen, wurde Peligro für kurze Zeit Schlagzeuger, da sich Jack Irons schockiert von Slovaks Tod zeigte und nicht weitermachen wollte. Die Zusammenarbeit war nur von kurzer Dauer, da Peligro zu jener Zeit drogenabhängig war. Er wurde nicht, wie es möglich gewesen wäre, als ehemaliges Mitglied mit der Band in die Rock and Roll Hall of Fame aufgenommen, wurde jedoch von seinem Nachfolger Chad Smith erwähnt. Auf dem Album Mother’s Milk von 1989 ist er nicht zu hören, er schrieb jedoch drei Songs für das Album und ist auf dem Song Blues for Meister zu hören, der auf der Raritäten-Kollektion Out in L.A. zu finden ist.
1995 hatte Peligro einen Gastauftritt bei Nailbomb, als sie auf dem Dynamo Open Air spielten. Für drei Songs, darunter eine Coverversion von Dead Kennedys’ Police Truck, kam er auf die Bühne. Der Auftritt wurde später Teil der Alben Proud to Commit Commercial Suicide (1995) und Live at the Dynamo (2005).
1995 gründete er die Thrash-Metal/Punk-Band Peligro, die nach seinem Künstlernamen benannt ist. Dort spielte er Gitarre und sang, während Steve Wilson das Schlagzeug übernahm. Das erste, selbstbetitelte Album erschien noch über Alternative Tentacles. Es folgten 2000 Welcome to America und 2004 Sum of Our Surroundings. Letzteres gewann bei den American Independent Music Awards den Preis für das beste Rockalbum.
Mit Dreadnaught: King of Afropunk veröffentlichte er 2013 seine Autobiographie.
Er beteiligte sich 2017 an einer Single namens WWhD? What Would Hitler Do?, die sich gegen Donald Trump richtete.
2020 nahm Peligro mit Moby den Song Power Is Taken auf, der auf dem Album All Visible Objects enthalten ist.
Am 28. Oktober 2022 stürzte er nach Angaben seiner Band in seinem Haus in Los Angeles und sei kurz darauf seiner daraus resultierenden Kopfverletzung erlegen. Im Mai 2023 berichteten Medien, dass Peligro mit einem Krebsleiden zu kämpfen hatte und tatsächlich an einer Kombination aus Fentanyl und Heroin gestorben sei. Er wurde 63 Jahre alt.

## Diskografie

### Mit Dead Kennedys
- 1981: In God We Trust, Inc. (EP, Alternative Tentacles)
- 1982: Plastic Surgery Disasters (Alternative Tentacles)
- 1985: Frankenchrist (Alternative Tentacles)
- 1986: Bedtime for Democracy (Alternative Tentacles)
- 1987: Give Me Convenience or Give Me Death (Kompilation, Alternative Tentacles)
- 2001: Mutiny on the Bay (Livealbum, Manifesto)
- 2004: Live at the Deaf Club (Livealbum, Decay Music)
- 2007: Milking the Sacred Cow (Kompilation, Manifesto)
- 2019: DK 40 (Kompilation dreier Livealben, Manifesto)

### Mit Feederz
- 1984: Ever Feel Like Killing Your Boss? (Flaming Banker)
- 2017:  WWhD? What Would Hitler Do? (7″, Slope Records)

### Mit Jungle Studs
- 1985: Jungle Studs (Alternative Tentacles)

### Als Peligro
- 1995: Peligro (Alternative Tentacles)
- 2000: Welcome to America (Muck Records)
- 2004: Sum of Our Surroundings (Dirrty Records)

### Mit Red Hot Chili Peppers
- 1989: Mother’s Milk (1989, Koautor von Sexy Mexican Maid, Stone Cold Bush und Taste the Pain)

### Mit Nailbomb
- 1995: Proud to Commit Commercial Suicide (Roadrunner Records, Drums bei Police Truck (Dead Kennedys Cover), Exploitation (Doom) und World of Shit)
- 2005: Live at the Dynamo (Roadrunner Records, Schlagzeug bei Police Truck (Dead Kennedys Cover), Exploitation (Doom) und World of Shit)

### Als Gastmusiker
- 1984: Part Time Christians – Rock and Roll Is Disco (Schlagzeug, auf dem gleichnamigen Album)
- 1985: Klaus Floride – My Linda (Schlagzeug, auf dem Album Cha Cha Cha with Mr. Flouride)
- 1989: Sluglords – My World & Live to Live / Die to Die (Songwriting, auf dem Album Trails of Slime)
- 2010: Danny & The Parkins Sisters – We Are Indians (Schlagzeug, Album Danny & The Parkins Sisters Rerelease)
- 2010: Sluglords – Yakety Trumpet & Free Food (Schlagzeug, Album Sluglords Forever)
- 2020: Moby – Power Is Taken (Single, Little Idiot) (Gesang, auf dem Album All Visible Objects)

## Werke
- Dreadnaught – King of Afropunk, Rare Bird Books, A Barnacle Book, 2013, ISBN 978-0-9854902-7-0[19]